# Drahtgitterpolarisator
Ein Drahtgitterpolarisator (oder Hertzsches Gitter) ist ein Polarisator für elektromagnetische Wellen, der aus einer Anordnung paralleler, gut leitender Metalldrähte besteht. Er ist für Wellen durchlässig, deren elektrisches Feld senkrecht zu den Drähten schwingt. Bei Parallelität reflektiert das Gitter wie eine leitende Fläche. Schräg oder zirkular polarisierte oder unpolarisierte Wellen werden in eine senkrechte und eine parallele Komponente getrennt. Der Drahtgitterpolarisator absorbiert keine Energie.

Eine Welle mit horizontaler und vertikaler elektrischer Komponente fällt von hinten links auf den Drahtgitterpolarisator mit horizontal gespannten Drähten. Nur die Komponente mit vertikalem elektrischem Feldvektor gelangt nach rechts.

Abstand und Durchmesser der Drähte sollen deutlich kleiner als die Wellenlänge sein. Gegenseitige Isolation ist wichtig.

## Funktionsweise
Wenn der elektrische Feldvektor parallel zu den Drähten – oder anderen guten elektrischen Leitern – schwingt, wird in diesen ein Wechselstrom erzeugt, ohne dass die ursprüngliche elektromagnetische Welle geschwächt wird. Dieser Wechselstrom strahlt in alle Richtungen Wellen ab (Huygenssches Prinzip), die bezüglich der einfallenden Welle entgegengesetzte Phase besitzen.
- Hinter dem Gitter heben sich beide Felder auf. Die Umladung der Drähte wirkt lediglich wie eine geringfügig erhöhte Dielektrizitätszahl.
- Vor dem Gitter überlagern sich beide Wellen zu einer stehenden Welle. Das Drahtgitter wirkt wie ein Reflektor.
- Wenn ausreichend viele parallele Drähte von der einfallenden Welle getroffen werden, werden keine Wellen in „schräge“ Richtungen oder parallel zur Gitterebene abgestrahlt (Phasenkompensation wie beim optischen Gitter). Das trifft nicht zu, wenn das Gitter aus zu wenigen Drähten besteht. Deren Strahlungsdiagramm ähnelt dann dem einer Dipolantenne.

Im Grenzfall verschwindender Abstände zwischen den Drähten erhält man eine Metallplatte, welche die Welle reflektiert.
Wenn der elektrische Feldvektor der eintreffenden Welle mit den Drähten einen rechten Winkel bildet, können die Elektronen (bei hinreichend dünnen Drähten, d << λ) keine nennenswerten Bewegungen ausführen. Da ein vernachlässigbarer Wechselstrom keine Welle abstrahlt, kann die Welle ungehindert passieren.

## Anwendungen
Neben Demonstrationsversuchen in der Lehre finden Gitterpolarisatoren Anwendung zur Vermessung der Polarisationsrichtung elektromagnetischer Wellen, z. B. an astronomischen Radioteleskopen.
Im Jahr 1960 wurde ein Drahtgitter mit 2160 Drähten pro Millimeter hergestellt, das auch bei infrarotem Licht funktionierte. Heute sind Polarisationsfolien für Licht im sichtbaren bis zum nahen infraroten Bereich erhältlich.
Als Stäbe oder Drahtgitter ausgebildete Reflektoren von linear polarisierten Antennen verringern deren Windlast – es ist keine geschlossene Platte als Reflektor nötig.